# Reprezentacja Argentyny w piłce nożnej plażowej mężczyzn
Reprezentacja Argentyny w piłce nożnej plażowej – zespół piłkarski reprezentujący Argentynę w międzynarodowych zawodach piłki nożnej plażowej.

## Skład
Skład reprezentacji Argentyny w 2013 roku:
| Zawodnik             | Pozycja   |
| -------------------- | --------- |
| Marcelo Salgueiro    | Bramkarz  |
| Cesar Mendoza        | Bramkarz  |
| Santiago Hilaire     | Obrońca   |
| Luciano Franceschini | Obrońca   |
| Ezequiel Hilaire     | Obrońca   |
| Federico Hilaire     | Obrońca   |
| Jonathan Levi        | Pomocnik  |
| Lucas Madero         | Pomocnik  |
| Javier Vivas         | Napastnik |
| Miguel De Ezeyza     | Napastnik |
| Cesar Leguizamon     | Napastnik |
| Sebastian Larreta    | Napastnik |

## Wyniki

### Mistrzostwa świata w piłce nożnej plażowej
- XI Mistrzostwa Świata w Piłce Nożnej Plażowej: 8 miejsce
- XII Mistrzostwa Świata w Piłce Nożnej Plażowej: 5 miejsce
- XIII Mistrzostwa Świata w Piłce Nożnej Plażowej: 11 miejsce
- XIV Mistrzostwa Świata w Piłce Nożnej Plażowej: 5 miejsce
- XV Mistrzostwa Świata w Piłce Nożnej Plażowej: 9 miejsce
- XVI Mistrzostwa Świata w Piłce Nożnej Plażowej: 11 miejsce
- XVII Mistrzostwa Świata w Piłce Nożnej Plażowej: 5 miejsce

### Mistrzostwa CONMEBOL w piłce nożnej plażowej

#### Mistrzostwa CONCACAF-CONMEBOL
- I Mistrzostwa Ameryki w Piłce Nożnej Plażowej: 4 miejsce
- I Mistrzostwa Ameryki w Piłce Nożnej Plażowej: 3 miejsce

#### Mistrzostwa CONMEBOL
- I Mistrzostwa Ameryki w Piłce Nożnej Plażowej (CONMEBOL): 3 miejsce
- II Mistrzostwa Ameryki w Piłce Nożnej Plażowej (CONMEBOL): 2 miejsce
- III Mistrzostwa Ameryki w Piłce Nożnej Plażowej (CONMEBOL): 3 miejsce
- IV Mistrzostwa Ameryki w Piłce Nożnej Plażowej (CONMEBOL): 2 miejsce
- V Mistrzostwa Ameryki w Piłce Nożnej Plażowej (CONMEBOL): 1 miejsce